# Pontederia hastata
Espèce
Pontederia hastata est une espèce de plantes à fleurs de la famille des Pontederiaceae.

## Description
Les feuilles sont longues de 15 à 20 cm, hachurées ; les fleurs sont sur de longs pédicelles. Chez M. vaginalis, les feuilles mesurent 10 cm, sont ovales-cordonnées et les fleurs sont sub-spiculées.
En plus des fleurs, les segments du périanthe des fleurs fanées sont vrillés autour du fruit à la manière d'une vis de liège.

## Répartition
Pontederia hastata est originaire du centre-sud et du sud-est de la Chine continentale, de Hainan, de l'Asie tropicale et du Territoire du Nord de l'Australie,.

## Systématique
Le nom correct complet (avec auteur) de ce taxon est Pontederia hastata L..
Pontederia hastata a pour synonymes :
- Calcarunia hastata (L.) Raf.
- Carigola hastata (L.) Raf.
- Monochoria chinensis Gand.
- Monochoria dilatata (Banks) Kunth
- Monochoria hastata var. hastata
- Monochoria hastata (L.) Solms
- Monochoria hastifolia C.Presl
- Monochoria sagittata Kunth
- Pontederia dilatata Banks
- Pontederia dilatata Buch.-Ham.
- Pontederia sagittata Roxb.
- Pontederia sagittifolia B.Heyne
- Pontederia sagittifolia B.Heyne ex Wall.
- Pontederia vaginalis Blanco